# Мрвик, Ян
Ян Мрвик (чеш. Jan Mrvík; 29 марта 1939, Прага — 27 мая 2023) — чехословацкий гребец, выступавший за сборную Чехословакии по академической гребле в 1960-х годах. Бронзовый призёр летних Олимпийских игр в Токио, обладатель бронзовой медали чемпионата Европы, победитель и призёр первенств национального значения.

## Биография
Ян Мрвик родился 29 марта 1939 года в Праге.
Первого серьёзного успеха в академической гребле на международном уровне добился в сезоне 1963 года, когда вошёл в состав чехословацкой национальной сборной и побывал на чемпионате Европы в Копенгагене, откуда привёз награду бронзового достоинства, выигранную в восьмёрках.
Благодаря череде удачных выступлений удостоился права защищать честь страны на летних Олимпийских играх 1964 года в Токио. В составе экипажа-восьмёрки, куда также вошли гребцы Иржи Лундак, Петр Чермак, Юлиус Точек, Йозеф Вентус, Лудек Поезный, Богумил Яноушек, Рихард Новый и рулевой Мирослав Коничек, с первого места преодолел предварительный квалификационный этап, тогда как в решающем финальном заезде финишировал третьим позади команд из США и Германии — тем самым завоевал бронзовую олимпийскую медаль.
После токийской Олимпиады Мрвик больше не показывал сколько-нибудь значимых результатов в академической гребле на международной арене.